# Kagawa Tarō
Kagawa Tarō (jap. 賀川 太郎; * 9. August 1922 in der Präfektur Hyōgo; † 6. März 1990) war ein japanischer Fußballnationalspieler.
Kagawa debütierte bei den Asienspielen 1951 gegen die Auswahl Irans. Es folgten fünf weitere Länderspiele. Sein letztes bestritt Kagawa bei den Asienspielen 1954 gegen die Auswahl Indonesiens, gegen die Kagawa auch sein einziges Länderspieltor erzielte.
Am 23. Mai 2006 wurde er in die Japan Football Hall of Fame aufgenommen.
Der Fußballspieler und Sportjournalist Kagawa Hiroshi war sein jüngerer Bruder.